# Choreborogas puteolus
Choreborogas puteolus är en stekelart som beskrevs av Van Achterberg 1995. Choreborogas puteolus ingår i släktet Choreborogas och familjen bracksteklar. Inga underarter finns listade i Catalogue of Life.